# Sarah Mardini
Sarah Mardini o Sara Mardini (àrab: سارة مارديني, Sāra Mārdīnī; Damasc, 1995) és una exnedadora de competició, socorrista i activista siriana pels drets humans. Fugint del seu país el 2015 durant la guerra civil amb la seva germana, la nedadora olímpica Yusra Mardini, van llançar la seva barca amb altres refugiats cap a la costa mediterrània de Grècia, i es van salvar. Continuant el seu viatge a través dels Balcans, van arribar a Berlín el mateix any. Va ser nomenada una de les 100 persones més influents del món per la revista Time el 2023, juntament amb la seva germana.
Després que les germanes rebessin asil polític a Alemanya, Sarah Mardini es va unir a una organització no governamental per ajudar els refugiats a l'illa grega de Lesbos. Juntament amb l'activista dels drets humans Seán Binder, va ser detinguda el 2018 i acusada per les autoritats gregues d'espionatge, ajuda a la immigració il·legal i pertinença a una organització criminal. Aquestes acusacions han estat refutades per organitzacions de drets humans com Amnistia Internacional, que han denunciat les acusacions contra Mardini i altres treballadors humanitaris i que han defensat les seves accions com a activitats legals.